# 格林縣 (北卡羅萊納州)
格林縣（英語：Greene County）是美国北卡罗来纳州東部的一個縣，面積689平方公里。根據2020年美國人口普查，共有人口20,451人。縣治雪峰（Snow Hill）。該縣成立於1791年，成立時原名格拉斯哥縣（Glasgow County，紀念北卡羅萊納州首任州務卿詹姆斯·格拉斯哥），1799年改用現名；縣名紀念美國獨立戰爭將領納撒尼爾·格林（Nathanael Greene）。